# Cerro del Bolsón
Cerro del Bolsón är ett berg i Argentina. Det ligger i den norra delen av landet, 1 100 km nordväst om huvudstaden Buenos Aires. Toppen på Cerro del Bolsón är 5 552 meter över havet. Cerro del Bolsón ingår i Nevados del Aconquija.
Terrängen runt Cerro del Bolsón är huvudsakligen mycket bergig. Cerro del Bolsón är den högsta punkten i trakten. Runt Cerro del Bolsón är det ganska tätbefolkat, med 52 invånare per kvadratkilometer.. Det finns inga samhällen i närheten. 
Omgivningarna runt Cerro del Bolsón är i huvudsak ett öppet busklandskap.